# ميخائيل ر. روز
ميخائيل ر. روز (بالإنجليزية: Michael R. Rose)‏ هو أستاذ جامعي بريطاني، ولد في 1955.